# Strange Clouds
Strange Clouds (englisch für Seltsame Wolken) ist das zweite Studioalbum des US-amerikanischen Rappers B.o.B. Es wurde am 27. April 2012 über die Labels Grand Hustle Records, Rebel Rock Entertainment und Atlantic Records veröffentlicht. Gastmusiker auf dem Album sind unter anderem Taylor Swift, Lil Wayne, Chris Brown, T.I., Nicki Minaj, Ryan Tedder, Lauriana Mae, Playboy Tre, Trey Songz, Nelly und Roscoe Dash.

## Hintergrund
Am 27. September 2011 erschien beim Radiosender V-103 WVEE in Atlanta ein Online Streaming Video von B.o.B, in dem er für seine Lead-Single Strange Clouds warb. In diesem Video kündigte er auch den Titel des Albums an, Strange Clouds, dass im Frühjahr 2012 erscheinen solle. Am 15. November 2011 kündigte B.o.B an, dass er vor der Albumveröffentlichung ein Mixtape mit dem Titel E.P.I.C. (Every Play Is Crucial) veröffentlichen wolle. Das Mixtape erschien am 28. November 2011. Gastmusiker auf dem Mixtape sind unter anderem Eminem, Mos Def, Roscoe Dash, Meek Mill und Bun B. Die zwei Titel What Are We Doing und Guest List aus dem Mixtape sind auf der Deluxe Edition des Albums enthalten.
Das Album sollte bereits am 13. März 2012 erscheinen, jedoch gab B.o.B am 9. Februar 2012 über einen Tweet bekannt, dass die Veröffentlichung auf den 1. Mai verschoben wurde. B.o.B arbeitete wie gewohnt mit den Produzenten Jim Jonsin und Dr. Luke zusammen, die bereits unter anderem die Hit-Singles Magic und Strange Clouds produzierten. In einem Interview mit Rap-Up sprach Jim Jonsin über das bevorstehende Album: „Wir nahmen fünf Songs auf, davon gefallen mir zwei wirklich gut. Eine der Aufnahmen hat eine Reggae-Atmosphäre, Hip-Hop mit Reggae. Ich denke, es ist eine mögliche Singleauskopplung.“

## Singleauskopplungen
Die erste Singleauskopplung Strange Clouds mit Lil Wayne erschien am 27. September 2011. Produziert wurde der Titel von Dr. Luke und Cirkut. In der ersten Woche wurde der Titel in den Vereinigten Staaten über 197.000 Mal verkauft und debütierte auf Platz 7 in den Billboard Hot 100. In den Vereinigten Staaten wurde die Single mit Platin ausgezeichnet. Die zweite Single So Good erschien am 21. Februar 2012, das Stück wurde von B.o.B und Ryan Tedder geschrieben. In den Vereinigten Staaten erreichte der Titel Platz 11 in den Singlecharts. In Großbritannien debütierte der Titel auf Position 7. Die dritte Singleauskopplung Both of Us mit Taylor Swift erschien im Mai 2012.

## Titelliste
| #   | Titel                                | Songwriter                                                                           | Produzenten                     | Länge |
| --- | ------------------------------------ | ------------------------------------------------------------------------------------ | ------------------------------- | ----- |
| 1.  | Bombs Away (feat. Morgan Freeman)    | Bobby Ray Simmons, Jr.                                                               | B.o.B                           | 5:28  |
| 2.  | Ray Bands                            | Simmons, Jr., Cordale Quinn                                                          | B.o.B, Lil C                    | 3:48  |
| 3.  | So Hard to Breathe                   | Simmons, Jr., Sean Garrett, Alexander Grant, Brandon Green                           | Alex da Kid, Bei Maejor         | 4:21  |
| 4.  | Both of Us (feat. Taylor Swift)      | Simmons, Jr., Ammar Malik, Lukasz Gottwald, Taylor Alison Swift, Henry Walter        | Dr. Luke, Cirkut                | 3:38  |
| 5.  | Strange Clouds (feat. Lil Wayne)     | Simmons, Jr., Dwayne Carter, Jr., Gottwald, Walter                                   | Dr. Luke, Cirkut                | 3:47  |
| 6.  | So Good                              | Simmons, Jr., Ryan Benjamin Tedder                                                   | Ryan Tedder                     | 3:33  |
| 7.  | Play for Keeps                       | Simmons, Jr.                                                                         | B.o.B, Valentino Khan           | 3:22  |
| 8.  | Arena (feat. Chris Brown & T.I.)     | Simmons, Jr., Clifford Joseph Harris, Jr., Gottwald, Walter                          | Dr. Luke, AD, Cirkut            | 4:27  |
| 9.  | Out of My Mind (feat. Nicki Minaj)   | Simmons, Jr., Onika Tanya Maraj, Eshraque Mughal                                     | iSHi                            | 3:43  |
| 10. | Never Let You Go (feat. Ryan Tedder) | Simmons, Jr., Tedder, Noel Zancanella                                                | Ryan Tedder, Noel Zancanell     | 4:20  |
| 11. | Chandelier (feat. Lauriana Mae)      | Simmons, Jr., Ansley Hughes and Clyde Hargrove of Super Water Sympathy, Bryan Fryzel | Frequency, Super Water Sympathy | 4:00  |
| 12. | Circles                              | Simmons, Jr.                                                                         | Mynority, B.o.B                 | 3:47  |
| 13. | Just a Sign (feat. Playboy Tre)      | Simmons, Jr., Clarence Montgomery III                                                | Kuttah                          | 5:58  |
| 14. | Castles (feat. Trey Songz)           | Simmons, Jr., Tremaine Aldon Neverson, Richard Butler, Benjamin Levin                | Rico Love, Benny Blanco         | 3:54  |
| 15. | Where Are You (B.o.B vs. Bobby Ray)  | Simmons, Jr.                                                                         | B.o.B                           | 4:51  |

| #   | Titel                          | Songwriter                                                     | Produzenten       | Länge |
| --- | ------------------------------ | -------------------------------------------------------------- | ----------------- | ----- |
| 16. | MJ (feat. Nelly)               | Simmons, Jr., Cornell Haynes, Jr., Nikolaos Giannulidis, Quinn | UNIK, Lil C       |       |
| 17. | Back It Up For Bobby           | Simmons, Jr., Matthew Samuels                                  | Boi-1da           |       |
| 18. | What Are We Doing              | Simmons, Jr., James Scheffer, Frank Romano                     | B.o.B, Jim Jonsin | 4:10  |
| 19. | Guest List (feat. Roscoe Dash) | Simmons, Jr., Jeffery Johnson Jr.                              | B.o.B, Kuttah     | 4:26  |
| 20. | Ms. Professional               | Simmons, Jr., Mikkel Storleer Eriksen, Tor Erik Hermansen      | Stargate          |       |

## Kommerzieller Erfolg

### Chartplatzierungen
| ChartsChartplatzierungen       | Höchstplatzierung | Wochen |
| ------------------------------ | ----------------- | ------ |
| Deutschland (GfK)              | 46 (1 Wo.)        | 1      |
| Österreich (Ö3)                | 64 (1 Wo.)        | 1      |
| Schweiz (IFPI)                 | 23 (6 Wo.)        | 6      |
| Vereinigte Staaten (Billboard) | 5 (23 Wo.)        | 23     |
| Vereinigtes Königreich (OCC)   | 30 (3 Wo.)        | 3      |

| ChartsJahrescharts (2012)      | Platzierung |
| ------------------------------ | ----------- |
| Vereinigte Staaten (Billboard) | 118         |

### Auszeichnungen für Musikverkäufe
| Land/Region               | Auszeichnungen für Musikverkäufe (Land/Region, Auszeichnung, Verkäufe) | Verkäufe  |
| ------------------------- | ---------------------------------------------------------------------- | --------- |
| Neuseeland (RMNZ)         | Gold                                                                   | 7.500     |
| Vereinigte Staaten (RIAA) | Platin                                                                 | 1.000.000 |
| Insgesamt                 | 1× Gold · 1× Platin ·                                                  | 1.007.500 |